# Fiat 124 Spider (2016)

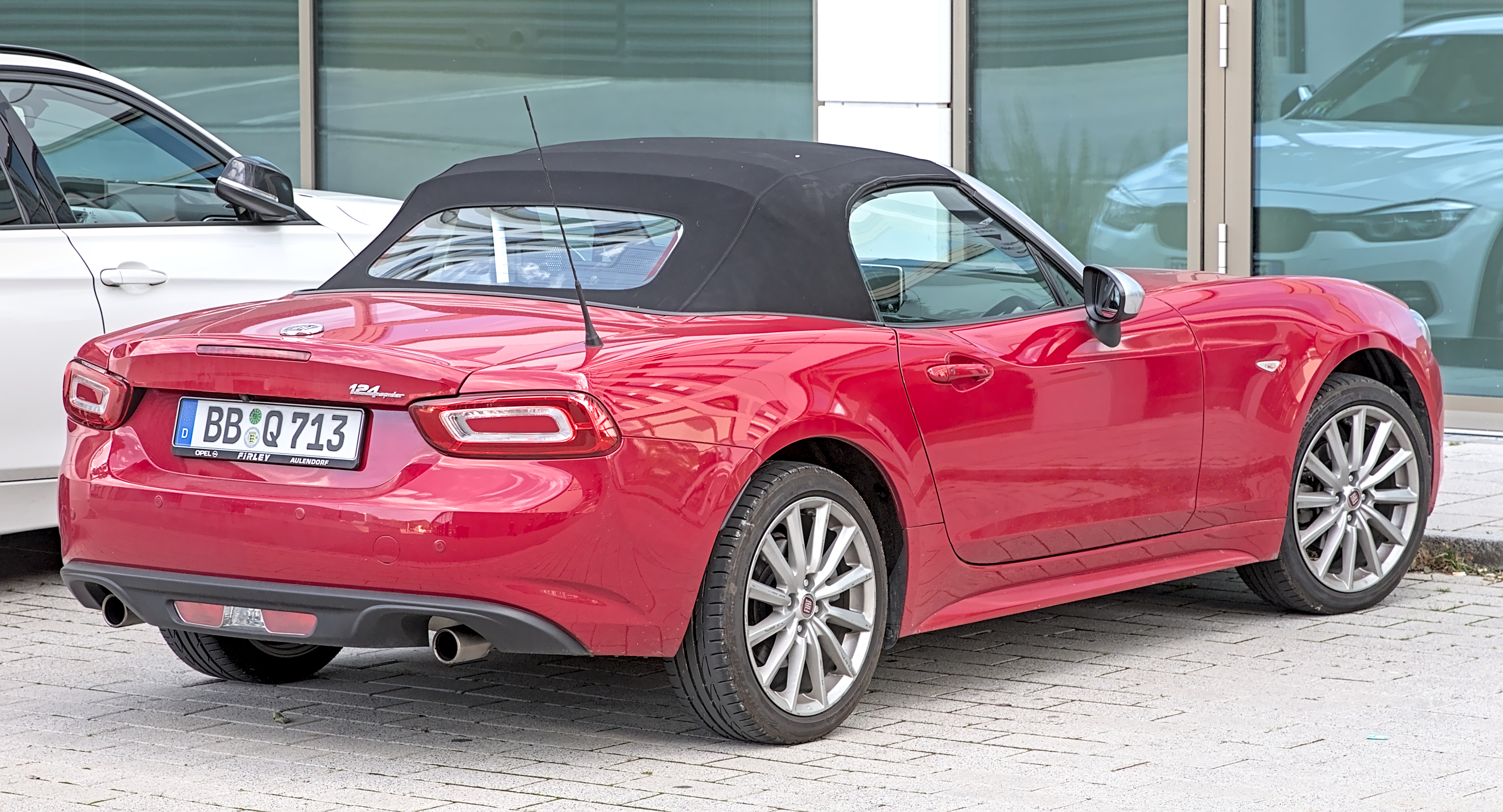
Heckansicht Fiat 124 Spider

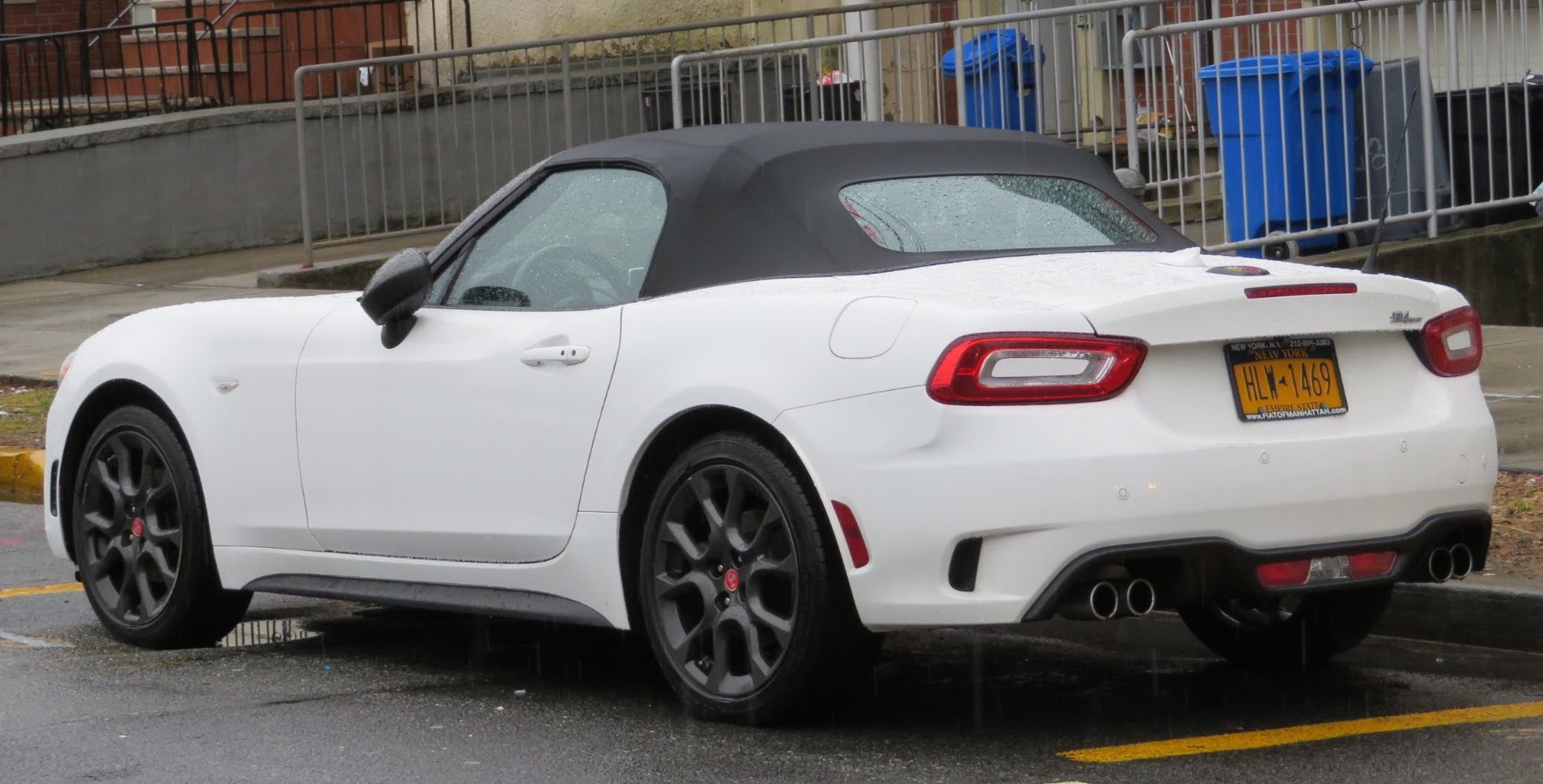
Heckansicht Abarth 124 Spider

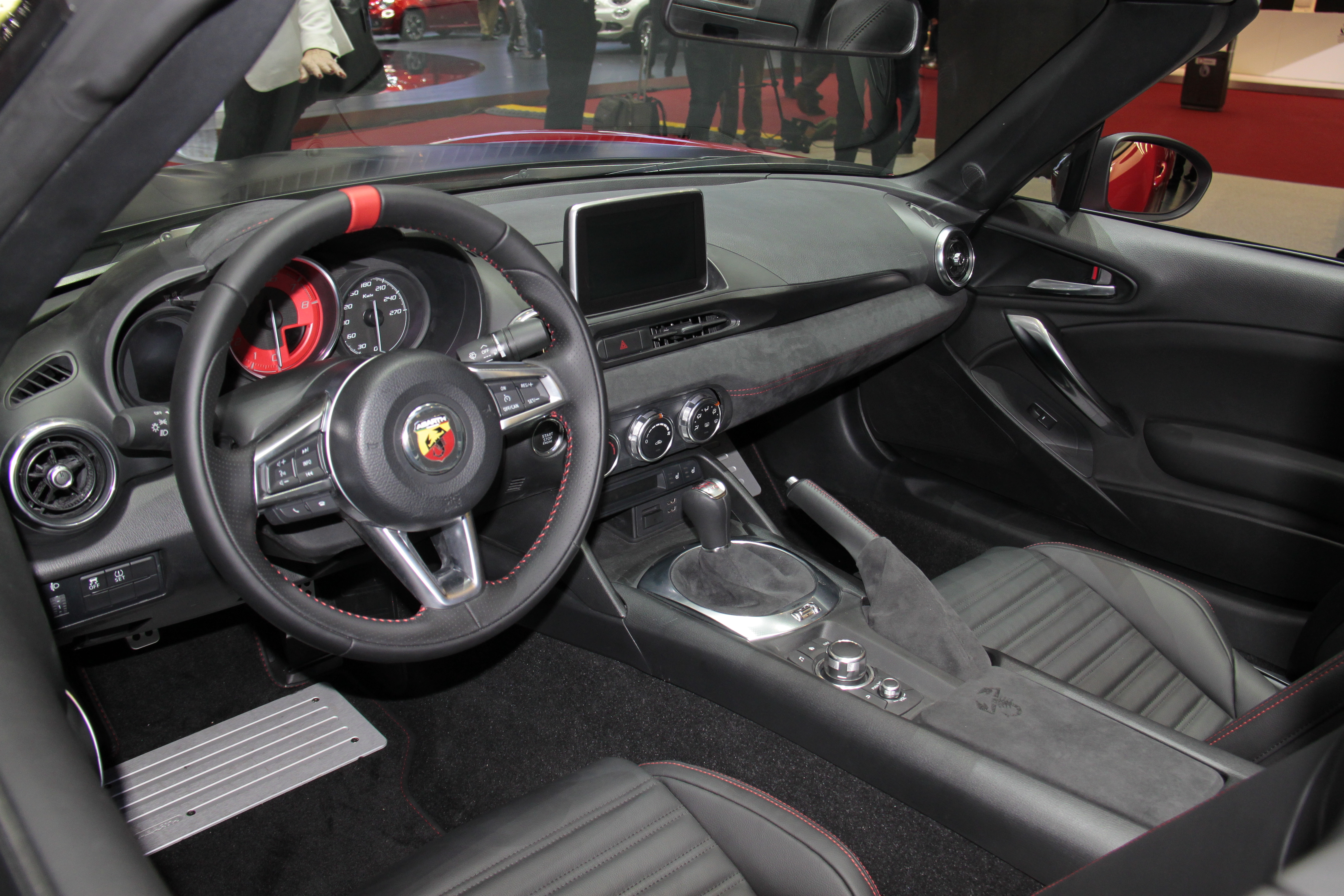
Innenraum Abarth 124 Spider

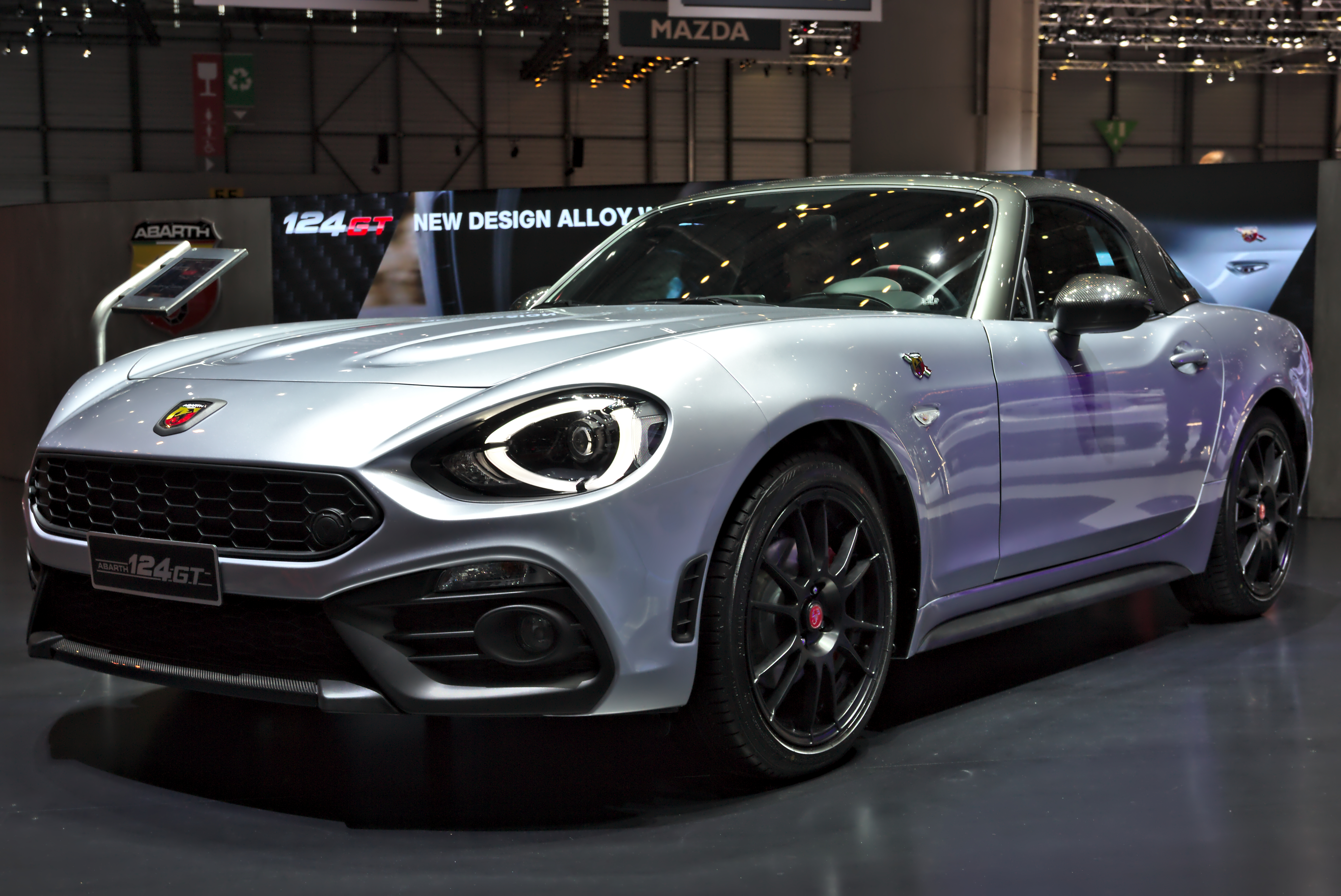
Abarth 124 GT

Der Fiat 124 Spider ist ein Pkw-Modell des italienischen Automobilherstellers Fiat. Er basiert auf dem japanischen Roadster Mazda MX-5 und wurde gemeinsam mit diesem im Mazda-Werk in Hiroshima gebaut. Im Gegensatz zum Mazda war der Fiat 124 Spider mit Turboaufladung erhältlich. Der Name ist eine Reminiszenz an den zwischen 1966 und 1985 gebauten Fiat 124, der auch als Roadster (genannt Spider) erhältlich war.

## Modellgeschichte
Die Weltpremiere hatte der 124 Spider auf der LA Auto Show im November 2015, die ersten Fahrzeuge in Deutschland wurden im Juni 2016 zu Preisen ab 23.990 Euro ausgeliefert. Zur Markteinführung wurden die ersten 124 Fahrzeuge als Sondermodell 124 Spider Anniversary mit exklusivem Ausstattungsumfang und einer nummerierten Plakette im Innenraum verkauft. Auf dem Genfer Auto-Salon im März 2016 debütierte eine Abarth-Version mit 125 kW (170 PS). Sie war ab September 2016 ab 40.000 Euro erhältlich.
Auf dem Genfer Auto-Salon 2018 präsentierte Abarth den 124 GT. Dieser ist nur in einer grauen Lackierung erhältlich und hat ein 16 Kilogramm schweres Hardtop aus kohlenstofffaserverstärktem Kunststoff.
Im November 2019 wurde bekannt, dass in Deutschland nur noch Restbestände des Roadsters verkauft werden. Für andere Märkte wurde die Baureihe noch bis zum Ende des Modelljahrs 2020 weiter produziert.

## Technik
Die Technik des 124 Spider basiert im Wesentlichen auf dem Mazda MX-5 (ND). Das Getriebe des Spider stammt allerdings von der dritten MX-5-Generation (NC), da dieses für die höheren Drehmomente des Turbomotors ausgelegt ist. Das Fahrwerk ist bis auf einige marginale Unterschiede in der Federung ebenfalls vom MX-5 ND. Die Karosserie ist um 14 cm länger, das Interieur bis auf die Fiat-Embleme und etwas hochwertigere Ausstattungselemente wie im ND. Der markanteste Unterschied ist der von Fiat verwendete 1,4-l-Turbomotor mit Multiair-Technologie, da der MX-5 auch in der vierten Generation auf einen Saugmotor setzt. Auf dem US-Markt wurde der Fiat 124 Spider bei gleichem Hubraum mit bis zu 122 kW (166 PS) und wahlweise einem Automatikgetriebe angeboten.

## Technische Daten
|                                             | Fiat 124 Spider            | Fiat 124 Spider (1)        | Fiat 124 Spider (1)        | Abarth 124 Spider           |
| Bauzeitraum                                 | 06/2016–11/2019            | 07/2016–12/2020            | 07/2016–12/2020            | 09/2016–11/2019             |
| Motorkenndaten                              |                            |                            |                            |                             |
| Motortyp                                    | R4-Ottomotor               | R4-Ottomotor               | R4-Ottomotor               | R4-Ottomotor                |
| Motoraufladung                              | Turbolader                 | Turbolader                 | Turbolader                 | Turbolader                  |
| Hubraum                                     | 1368 cm³                   | 1368 cm³                   | 1368 cm³                   | 1368 cm³                    |
| max. Leistung bei min−1                     | 103 kW (140 PS) / 5000     | 119 kW (162 PS) / 5500     | 122 kW (166 PS) / 5500     | 125 kW (170 PS) / 5500      |
| max. Drehmoment bei min−1                   | 240 Nm / 2250              | 249 Nm / 3200              | 249 Nm / 3200              | 250 Nm / 2500               |
| Kraftübertragung                            |                            |                            |                            |                             |
| Antrieb                                     | Hinterradantrieb           | Hinterradantrieb           | Hinterradantrieb           | Hinterradantrieb            |
| Getriebe, serienmäßig                       | 6-Gang-Schaltgetriebe      | 6-Gang-Schaltgetriebe      | 6-Gang-Schaltgetriebe      | 6-Gang-Schaltgetriebe       |
| Getriebe, optional                          | [6-Gang-Automatikgetriebe] | [6-Gang-Automatikgetriebe] | [6-Gang-Automatikgetriebe] | [6-Gang-Automatikgetriebe]  |
| Messwerte                                   |                            |                            |                            |                             |
| Höchstgeschwindigkeit                       | 215 km/h [215 km/h]        | k. A.                      | k. A.                      | 224–232 km/h [222–229 km/h] |
| Beschleunigung, 0–100 km/h                  | 7,5 s [7,5 s]              | k. A.                      | k. A.                      | 6,8 s [6,9 s]               |
| Leergewicht                                 | 1050 kg [1050 kg]          | 1105 kg                    | 1124 kg                    | 1060 kg [1080 kg]           |
| Kraftstoffverbrauch auf 100 km (kombiniert) | 6,4 l Super                | 8,1 l Super                | 7,8 l Super                | 6,4 l Super                 |
| CO2-Emissionen (kombiniert)                 | 148 g/km                   | k. A.                      | k. A.                      | 148 g/km                    |
| Abgasnorm                                   | Euro 6                     | k. A.                      | k. A.                      | Euro 6                      |

## Zulassungszahlen
Zwischen 2016 und 2019 sind in Deutschland insgesamt 7.400 Fiat 124 Spider neu zugelassen worden. Mit 2.660 Einheiten war 2018 das erfolgreichste Verkaufsjahr.
|  |

|  |

|  |

|  |

|  |

|  |

|  |

|  |

|  |

|  |

|  |

|  |

|  |

|  |

|  |

|  |

|  |

|  |

|  |

|  |

|  |

|  |

|  |

|  |

|  |

|  |

|  |

|  |

|  |

|  |

|  |

|  |

|  |

|  |

|  |

|  |

|  |

|  |

|  |

|  |

|  |

|  |

|  |

|  |

|  |

|  |

|  |

|  |

|  |

|  |

|  |

|  |

|  |

|  |

|  |

|  |

|  |

|  |

|  |

|  |

|  |

|  |

|  |

|  |

|  | Cabrio (7.400) |

|  | Cabrio (7.400) |

## Abarth 124 Rallye

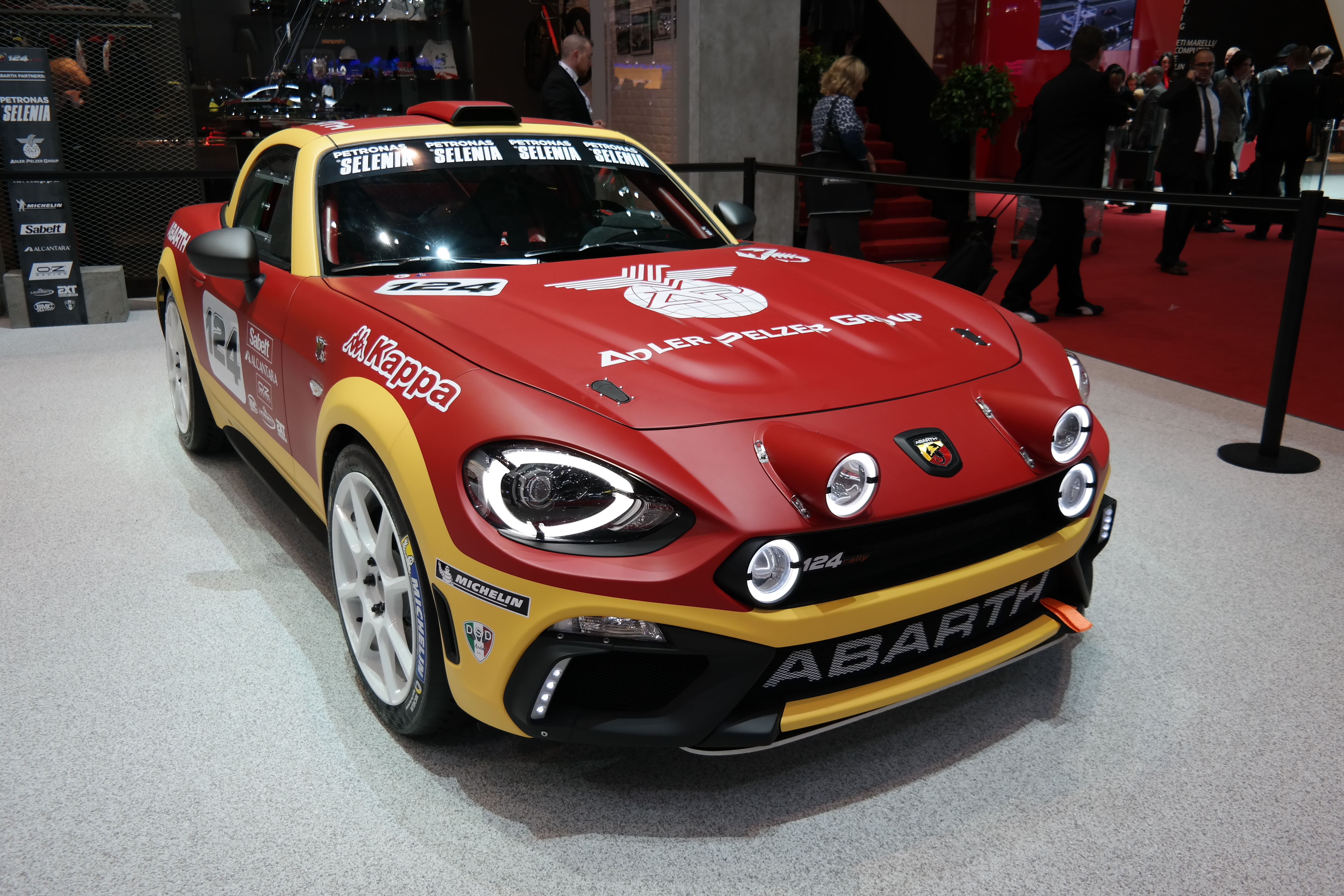
Abarth 124 Rallye

Auf Basis des Fiat 124 Spider wurde von Fiats Tuningtochter der Abarth 124 Rallye für den Einsatz im Rallyesport nach RGT-Reglement der FIA entwickelt. Er verfügt über einen 220 kW (300 PS) starken 1,8-Liter-Turbovierzylinder. Die Wettbewerbspremiere wurde im Januar 2017 mit der Teilnahme von drei Privatteams an der Rallye Monte Carlo begangen.